# 蒂切克斯特拉代尔
蒂切克斯特拉代尔（荷蘭語：Tietjerksteradeel，荷蘭語：[tiˈcɛrkstəraˌdeːl] ⓘ）是荷蘭弗里斯兰省的一個市镇和城市，位於荷蘭北部。

## 外部連結
- 维基共享资源上的相關多媒體資源：蒂切克斯特拉代尔
- 官方网站 （页面存档备份，存于）